# Пон-л’Эвек (Кальвадос)
Пон-л’Эвек (фр. Pont-l’Évêque) — коммуна во Франции, находится в регионе Нормандия, департамент Кальвадос, округ Лизьё, центр одноименного кантона. Расположена в 18 км к северу от Лизьё и в 48 км к югу от Гавра, в 2 км от автомагистрали А13 «Нормандия», на берегу реки Тук. На востоке коммуны находится железнодорожная станция Пон-л’Эвек линии Лизьё-Трувиль-Довиль.
Население (2018) — 4 634 человека.

## Достопримечательности
- Церковь Святого Михаила XV—XVI веков
- Дворец де Брийи XVII—XVIII веков, в настоящее время — здание мэрии
- Дворец Монпансье XVII века, в настоящее время — библиотека
- Средневековые фахверковые дома в квартале Восель

## Экономика
Структура занятости населения:
- сельское хозяйство — 0,0 %
- промышленность — 10,0 %
- строительство — 10,9 %
- торговля, транспорт и сфера услуг — 46,6 %
- государственные и муниципальные службы — 32,6 %

Уровень безработицы (2017) — 12,2 % (Франция в целом — 13,4 %, департамент Кальвадос — 12,5 %). 

Среднегодовой доход на 1 человека, евро (2018) — 20 050 (Франция в целом — 21 730, департамент Кальвадос — 21 490).

## Демография
Динамика численности населения, чел.

## Администрация
Пост мэра Пон-л’Эвека с 2014 года занимает Ив Деше (Yves Deshayes). На муниципальных выборах 2020 года возглавляемый им центристский список победил в 1-м туре, получив 62,26 % голосов.
| Период | Период | Фамилия           | Партия                         | Примечания             |
| ------ | ------ | ----------------- | ------------------------------ | ---------------------- |
| 1977   | 1995   | Давид де Ротшильд | Разные правые                  | банкир                 |
| 1995   | 2014   | Андре Деперруа    | Разные правые                  | строительный подрядчик |
| 2014   |        | Ив Деше           | Разные правые Разные центристы | директор ипподрома     |

## Города-побратимы
- Оттери Сент-Мери, Великобритания

## Знаменитые уроженцы
- Фердинанд Альфонс Гамелен (1796—1864), адмирал, морской министр Франции.
- Робер де Флер (1872—1927), журналист и драматург.
- Морис Бюкай (1920—1998), врач-гастроэнтеролог и писатель, автор популярной книги «Библия, Коран и наука».

## Галерея

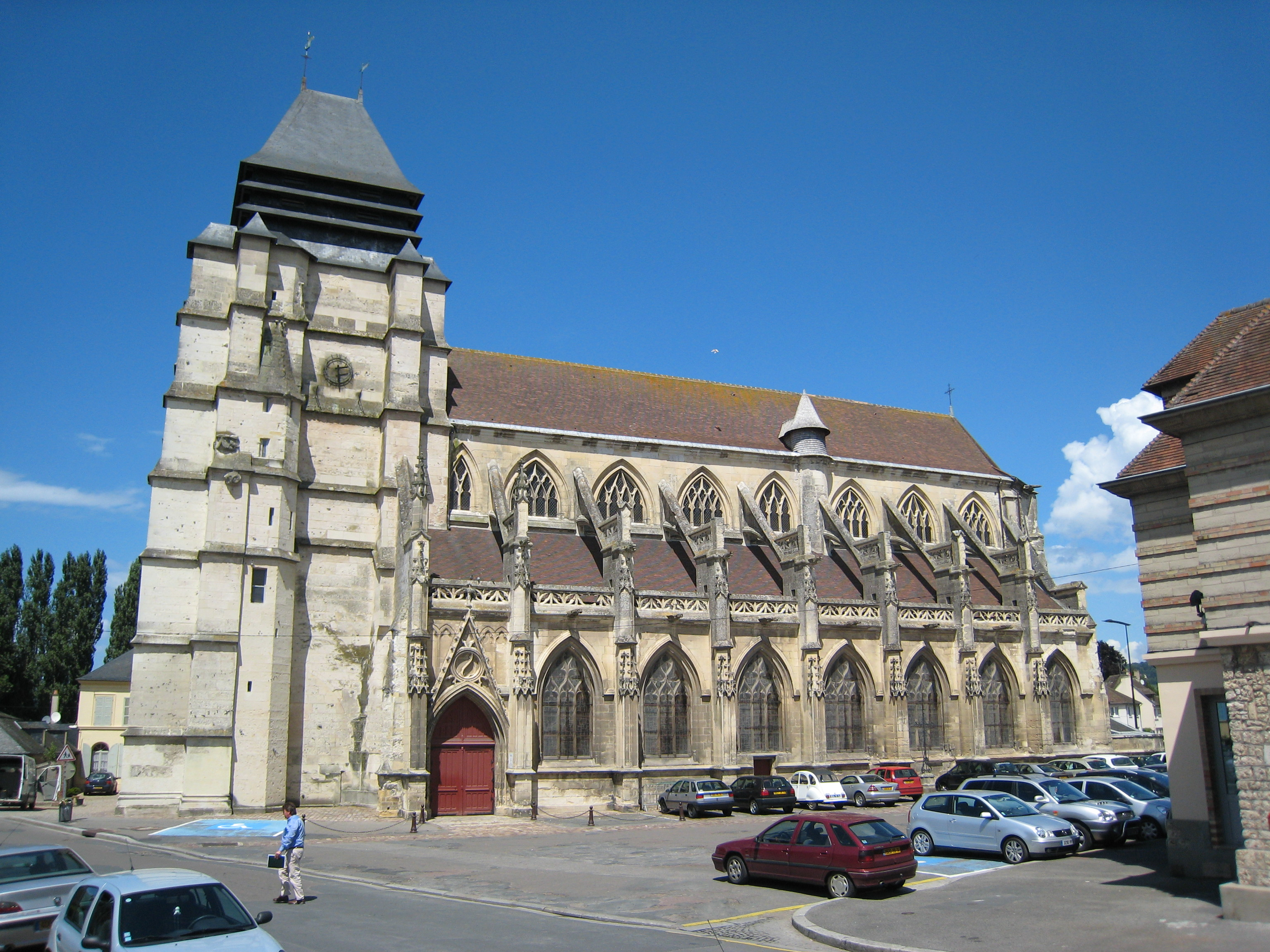
Церковь Святого Михаила
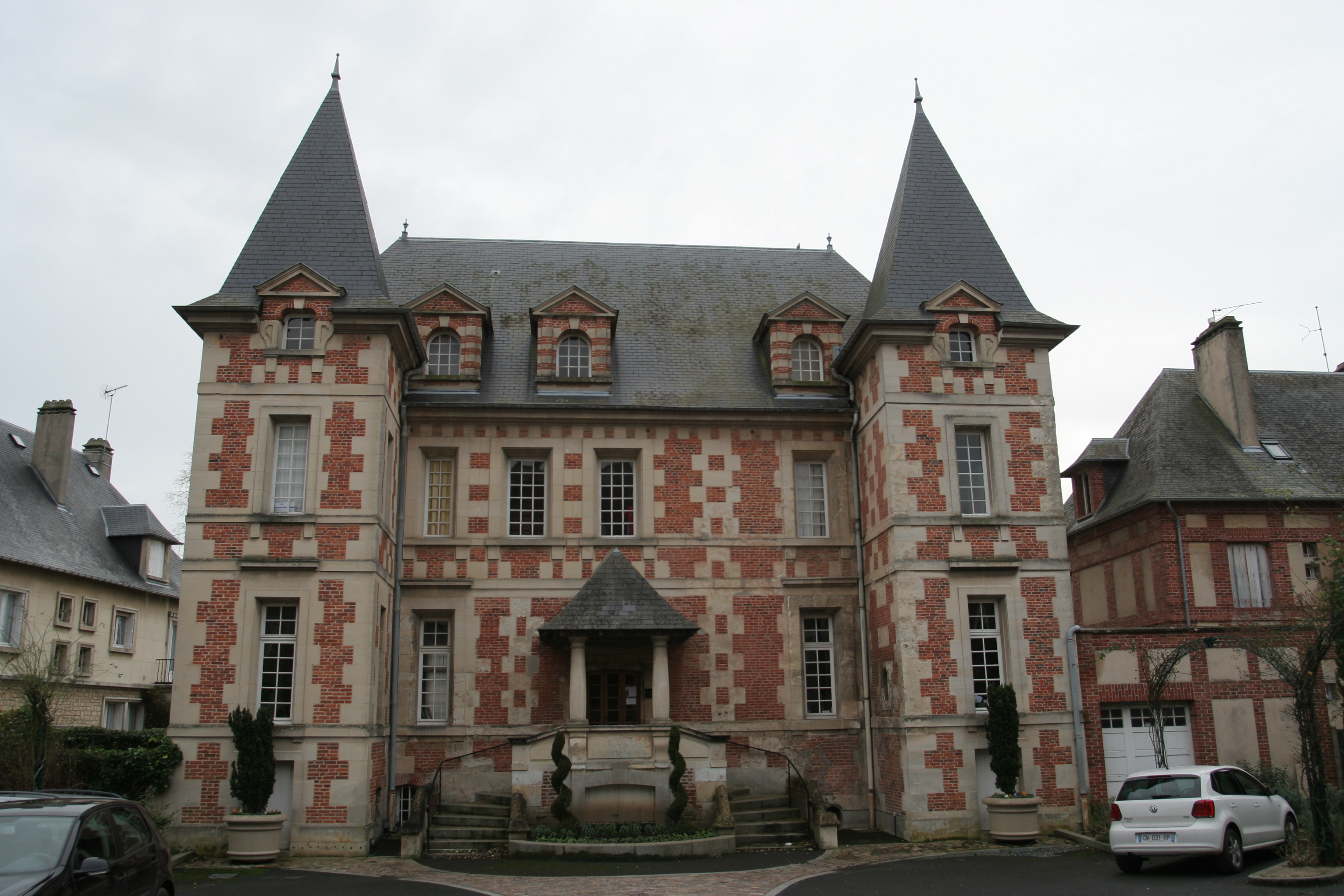
Дворец Монпансье
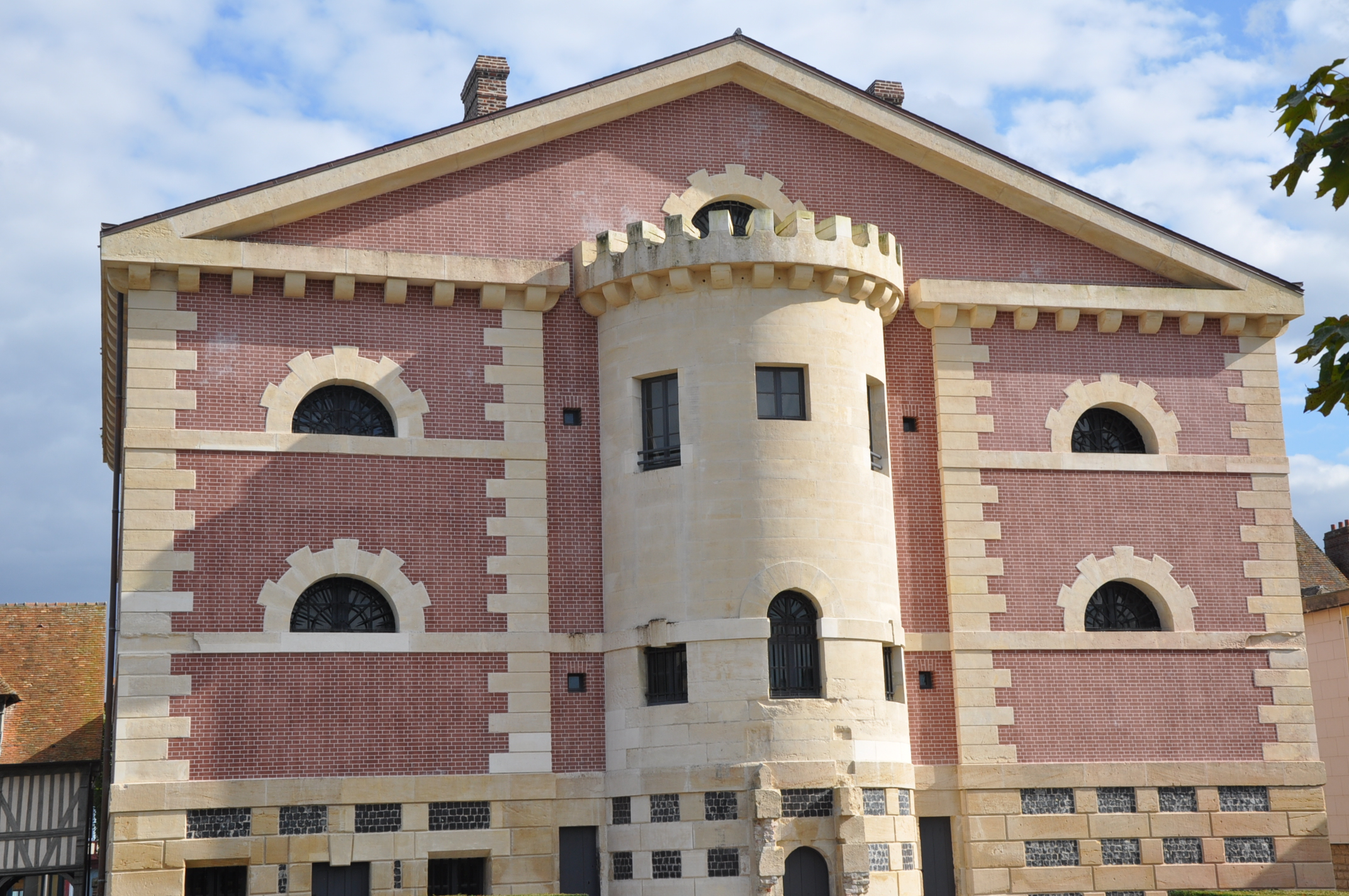
«Весёлая тюрьма» (Joyeuse Prison)
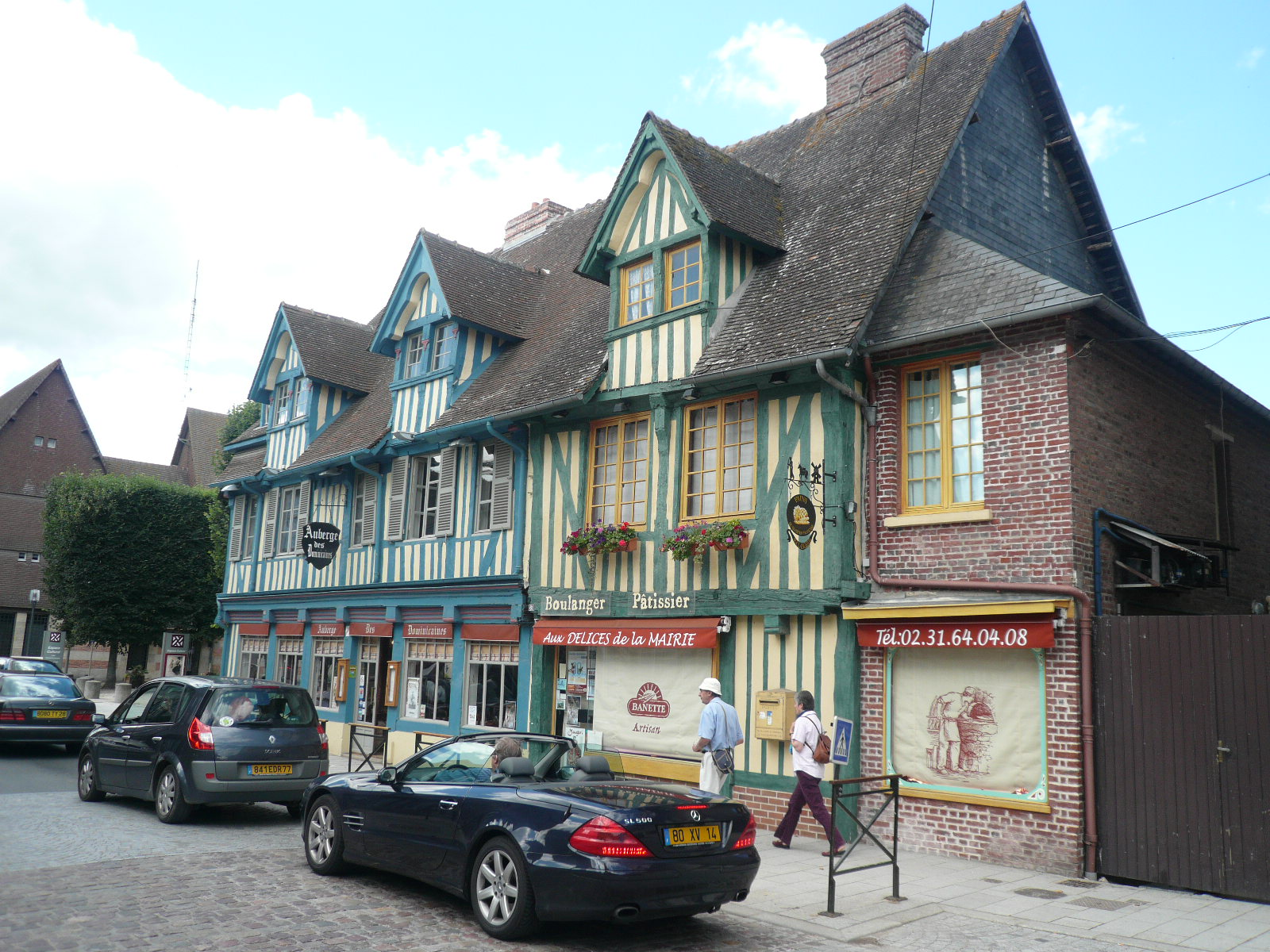
Фахверковые дома